# Хмель (фильм)
«Хмель» — художественный фильм в двух частях по мотивам одноимённого романа Алексея Черкасова, снятый режиссёром Виктором Трегубовичем (последняя работа режиссёра). «Народная эпопея из раскольничей жизни».

## Сюжет
Историческая драма по мотивам одноимённого романа Алексея Черкасова. Ha протяжении почти четырёх часов фильм рассказывает o жизни старообрядческой общины. Ha экране разыгрывается драма необычной жизни, история любви и страстей человеческих.

### Фильм первый. Крепость
Слово «крепость» в контексте данного фильма имеет значение и как «рабство, тотальная зависимость от общины», и как «диктатура» духовника.
Сбежавший от каторги декабрист Александр Михайлович Лопарёв, после нескольких дней плутания по степи (в цепях, без еды и воды) попадает в поселение старообрядческой общины на берегу реки Ишим. Теряющего сознание от обезвоживания его находят местные мужики и тащат к духовнику общины Филарету для решения, что с ним делать. Филарет по принципу «враг нашего врага — нам друг» быстро смекает, что участник восстания против царя-«анчихрыста» может быть полезен для поддержания его, Филарета, власти в общине. Поэтому сразу даёт понять, что всем надо относится к Лопарёву более благосклонно, надеясь, что «барин нашу веру примет и с нами останется», а в более дальней перспективе — к беловодью, на Енисей пойдёт с общиной. Филарет распоряжается, чтобы ослабевшего от обезвоживания и голода Лопарёва освободили от цепей, напоили водой и чтобы выхаживала его невестка Ефимия. Лопарёва отмыли в бане и положили под телегу, над которой смастерили шалаш из сучьев и травы, возле избы Ефимии.
Однажды ночью Лопарёв слышит где-то вдалеке истошный вопль женщины и узнаёт от Ефимии, что это по приказу Филарета сжигают заживо на костре Акулину (одну из женщин общины) за то, что она родила ребёнка с шестью пальцами на ручках. Лопарёв порывается пойти на крик и прекратить зверство, но Ефимия останавливает его, сказав, что после него и её сожгут, и сына её, 4-летнего.
У Лопарёва начинается лихорадка и бред.
За время выхаживания Ефимия проникается чувством к Лопарёву как человеку «свободного духа», чего ей так не хватает в жизни, тем более, что она была отдана замуж за сына Филарета Мокея насильно. Кроме того, дядя Ефимии Третьяк с сочувствующими ему мужиками на отдельном становище Юсковых составляет оппозицию Филарету, о чём последний знает от своих наушников, которые постоянно ему докладывают когда и с кем Третьяк встречался.
Ефимия решает несколько оградить себя и Лопарёва от слежки Филарета схитрив, что у Лопарёва брюшной тиф или холера. После этого известия к ним слишком близко не подходят и Филарет распоряжается, чтобы она брала еду подальше от основного поселения общины, в становище Юсковых (что опять-таки на руку Ефимии, потому что это её «малая родина», там её родственники, к которым лежит её душа).
Вскоре из разговоров Ефимии и Лопарёва становится понятно, что она тоже имеет виды на Лопарёва как могущего захватить на себя статус духовника общины. И начинает плести интригу из подкидывания разных «знамений» через сообщения Лопарёва Филарету, что «барин» является посланцем Господа для общины. Филарету это на руку и он даёт Лопарёву 5 дней, чтобы обратиться в старообрядчество.
Однажды Ефимия приходит к Лопарёву с рассказом о всей своей жизни и наряженная как невеста, и делает его своим мужем (в это время её настоящий муж Мокей находится в разведывательном походе на Енисей).
Лопарёва присоединяют к старообрядчеству.
Он идёт и знакомится с Третьяком, который делится с ним размышлениями как свергнуть власть Филарета и захватить её в свои руки (вместе с Ефимией и апостолом Калистратом) «самим, по-тихому, а народу потом сказать, что это всё для него».
О сговоре сразу же докладывают Филарету. Он приказывает «волочь» Ефимию в молельную избу на дыбу, барина — отвести подальше в степь, а Калистрата с Третьяком не трогать, пока под пытками их не выдаст Ефимия.

### Фильм второй. Исход
Ефимию, подвешенную за связанные руки, пытают калёным железом, но она никого не выдаёт из заговорщиков. Тогда Филарет приказывает приманить её сына, 4хлетнего Веденейку, думая что под угрозой его удушения Ефимия выдаст заговорщиков.
Утром того же дня Лопарёву дают задание идти вместе с охотниками, типа «на волков». Отведя его порядочно, охотники по приказу Филарета избивают и привязывают за шею к двум берёзам. Затем водят его связанного по степи, заставляя показать, где он видел знамение.
Посылает Филарет за Веденейкой Тимофея и Калистрата. На глазах матери ребёнка душат подушкой, но она по-прежнему никого не выдаёт. Тогда Филарет приказывает Калистрату своим посохом проколоть живот Ефимии. Калистрат пользуется ситуацией и бьёт посохом по голове самого Филарета, чем вызывает у него сильную черепно-мозговую травму и инсульт с нарушением речи и параличом правой руки. Калистрат объявляет себя духовником.
Власть переходит в руки заговорщиков. Филарета сажают в избе на цепь (за левое запястье). Третьяк скачет с другими мужиками в степь и возвращает барина. Примерно в это время у Лопарёва появляется понимание, что все власть предержащие одинаковы.
Третьяка объявляют заведовать хозяйством общины. Третьяк с Калистратом выпытывают у Филарета, где он спрятал «золото общины» и забирают сундук себе. Третьяк устанавливает свои порядки: забирает всех коров в общее пользование, молоко и мясо заставляет сдавать также в общак, но распределяет по своему усмотрению — по богатым общинникам, в результате большинство семей недоедают, богатые жируют.
Тем временем возвращается с Енисея Мокей. Узнав об убийстве Веденейки, он отрекается от веры в Бога. И зовёт уйти из общины Ефимию, но она отказывается. Мокей уходит из общины в город.
Ефимия критикует своего дядю за его политику в общине. На сорок дней по Веденейке Ефимия забирает из общества Калистрата и Третьяка Лопарёва к себе в избу, чтоб он не «погряз во лжи и неправедности». Третьяк предсказывает, что Лопарёв ещё принесёт общине горе и напасти.
Мокей устраивается у купца Гаврилы Спиридоновича разгружать муку. В то время, как остальные грузчики носят по одному мешку, он — по два. Это замечает Гаврила Спиридоныч, сам не дюжинной силы. Купец любит меряться силой и решает вызвать на соревнование Мокея. Тот, торгуясь о награде за победу в соревновании, обижает купца указанием на его бритость-безбородость и проговаривается насчёт своего вероотступничества. Купец вместо борьбы наотмашь бьёт Мокея кулаком. Мокей вспыхивает от такого вероломства и толкает в грудки купца. Тот не может устоять и падает под телегу, лошадь пугается, даёт взад, и колесо телеги проезжает по шее купца — он мгновенно погибает. Мокея помещают в острог, приводят к царскому следователю. В ходе искусно направленного следователем диалога Мокей косвенно проговаривается, что он из старообрядческой общины на Ишеме, и что к ним прибился барин. Дознаватель догадывается, что это разыскиваемый каторжный декабрист Лопарёв.
На Ишим в общину прибывает конное подразделение солдат во главе с подполковником жандармерии и со знакомым уже следователем. Когда подполковник напрямую спросил про Лопарёва, Калистрат всю вину за принятие в общину государственного преступника спихнул на Филарета и быстро указал на место пребывания Лопарёва. Когда в избу Лопарёва постучали, он с Ефимией вышли и попрощались. Затем Лопарёв один забежал обратно в избу, изнутри закрылся и поджёг избу. Видя такое самосожжение, вся община собралась у горящей избы и стала бить поклоны на неё, как при появлении нового мученика.
Подполковник даёт общине сутки на сборы и оставляет пристава с солдатами проверить, чтобы община действительно ушла с Ишима на Енисей.
Фильм заканчивается кадрами движущегося обоза общины.

## В ролях
| Актёр                    | Роль                                                        |
| ------------------------ | ----------------------------------------------------------- |
| Александр Блок           | Александр Лопарёв, мичман, декабрист                        |
| Фёдор Одиноков           | отец Филарет, духовник общины (озвучивает Алексей Булдаков) |
| Андрей Пономарёв         | Мокей, сын Филарета                                         |
| Марина Выборнова         | Ефимия, жена Мокея, невестка Филарета                       |
| Виктор Трегубович        | Калистрат, апостол общины, затем новый духовник             |
| Александр Завьялов       | праведник Ларивон                                           |
| Юрий Дубровин            | Елисей, апостол общины                                      |
| Александр Суснин         | Ксенофонт, апостол общины                                   |
| Михаил Силантьев         | Тимофей, апостол общины                                     |
| Борис Аракелов           | Андрей, апостол общины                                      |
| Николай Сытин            | Иона, апостол общины                                        |
| Борис Павлов-Сильванский | праведник Лукашка                                           |
| Валентин Клементьев      | праведник Микула, кузнец общины                             |
| Всеволод Кузнецов        | праведник дед Данила                                        |
| Алексей Булдаков         | праведник Третьяк (озвучивает Валерий Кравченко)            |
| Сергей Выборнов          | праведник Михайла                                           |
| Кира Данилова            | Акулина, жена Михайла                                       |
| Юрий Захаревич           | праведник Харлампий                                         |
| Юрий Кузнецов            | отец Павел                                                  |
| Виктор Бычков            | праведник Лука                                              |
| Геннадий Богачёв         | Евстигней Миныч, следователь                                |
| Владимир Ерёмин          | подполковник жандармерии Извеков                            |
| Алексей Миронов          | становой пристав                                            |
| Виктор Смирнов           | купец Гаврила Спиридоныч Тужилин                            |
| Георгий Штиль            | человек купца                                               |
| Иван Агафонов            | Никанор                                                     |
| Вера Кузнецова           | Секлетина Карповна                                          |

## Съёмочная группа
- Авторы сценария: Марина Выборнова, Полина Ясинская, Виктор Трегубович
- Режиссёр: Виктор Трегубович
- Оператор: Иван Багаев
- Композитор: Владлен Чистяков
- Звукорежиссёр: Морис Вендров
- Каскадёры: Владимир Севостьянихин, Сергей Сокольский (в титрах А.Сокольский), Валерий Рыбин

## Критика
По мнению отдельных критиков, «задумывается поэма экстаза, исполненная мистических сплохов и разгульных огневых страстей. Выходит же вялое повествование о размеренной жизни некоего посёлка, который вынуждены покинуть его обитатели».